# Ryens naturreservat
Ryens naturreservat är ett naturreservat i Grums kommun i Värmlands län.
Området är naturskyddat sedan 2019 och är 25 hektar stort. Reservatet ligger väster om Stor-Emsen och omfattar en nordsluttning med en bäck vid foten av sluttningen och består av granskog med inslag av medelålders och gammal asp. 